# 富田村诚敬堂
26°48′34″N 115°15′00″E / 26.80944°N 115.25000°E
富田村诚敬堂位于中国江西省吉安市青原区富田镇，包括诚敬堂在内共23处文物建筑2013年被列为第七批全国重点文物保护单位。
诚敬堂始建于明代中期，现存大部为晚清传统祠堂建筑，座东朝西，平面呈“丁”字形，五开间，面阔44.3米，进深82.3米，建筑面积3645.89平方米，由前至后依次为门楼和前厅、庭院、参亭（抱厦）、正堂、谒祖厅。祠堂内外墙体留有大量红军标语。
一同列入保护的还有东固张家背毛泽东旧居、东固螺坑朱毛旧居、东固元山彭德怀旧居、淘金坑红军医院旧址、赣西南第一次党代会旧址（敦仁堂）、富滩张家渡下街村的红军医院战士病房、东固红军医院旧址（红军医院手术室）、东固红军医院旧址(红军医院医生住地)、东固红三军军部驻地旧址（红三军军部政治部旧址、红三军军部参谋部、红三军一纵驻地、红三军二纵住地、红三军三纵队住地）、值下龚家村的东固红一方面军总司令部旧址（红一方面军总司令部教导队、红一方面军总司令部指挥所、红一方面军总司令部卫生队、红一方面军总司令部总部）等。